# 博阿文图拉迪圣罗克
博阿文图拉迪圣罗克是巴西巴拉那州的一个市镇。总面积622.185平方公里，总人口6952人，人口密度11.2人/平方公里。